# 海底总动员2：多莉去哪儿
是一部於2016年上映的美国动画片，本片是2003年上映的动画片《海底總動員》的续集。講述前作主角的朋友拟刺尾鲷多莉受到記憶衝擊，回憶起自己的過往，展開尋找家人與故鄉的旅程。
美國於2016年6月17日上映，票房與口碑雙收，在全球總收票房高達10.28億美元，同時獲得媒體與評論家的普遍正面評價，特別是動畫、情感份量、配音和呈現的幽默備受好評。電影發行同時，環保團體和參演本片的艾倫·狄珍妮提醒宣導有關電影裡登場的水生生物知識與海洋保護議題。電影還獲頒土星獎最佳動畫電影獎項。

## 劇情
故事以健忘的拟刺尾鲷多莉為主軸，闡述多莉的經歷：多莉原本和她的父母查理和珍妮生活，但是多莉在幼年時期便和父母分離。成年後的多莉雖然曾經嘗試尋找父母的蹤跡，但受限於自身的短期記憶影響，逐漸忘記了自己的父母。後來她認識了小丑魚馬林，幫助他尋回兒子尼莫。
在尼莫返家的一年後，多莉在魟魚雷老師的校外教學看到魟魚的集體洄游，一向什麼都記不起來的她突然受到記憶的衝擊，想起自己過往，所以多莉決定啟程尋找自己的家人，於是展開一段遠赴加州海岸的全新冒險之旅，多莉必須克服她的健忘，憑著僅存的記憶找到回家的路。她突然想起，當尼莫提及這個名字時，他們住在大洋彼岸名為的「加州莫羅灣的珠寶」的區域。
多莉和馬林、尼莫再度碰面，他們決定一同踏上旅程，經由海龜龜龜的說明，他們決定乘著加州洋流抵達加利福尼亞州。抵達當地的多莉和馬林探索了一艘裝滿遺失貨物的沉船，未料多莉意外喚醒了一隻追趕他們的巨型美洲大赤魷，導致尼莫險些被美洲大赤魷的吞噬，最終三者齊心協力誘捕美洲大赤魷、令其掉入陷阱而脫險，馬林對多莉的行動牽連他們被捲入危險之中頗為不滿，當面指謫她的過失，多莉轉而游上海面尋求幫助，卻被海洋生物研究所的工作人員捕獲和帶回研究室。
在海洋生物研究室裡，包含多莉在內的生物都被研究人員進行標記，多莉在那裡認識了粗魯但友善的七腳章魚七條郎，注意到多莉的標籤標誌著她被轉移到俄亥俄州克利夫蘭的一座水族館。七條郎因為害怕被釋放回大海，同意幫助多莉找到她的父母以換取她的標籤。稍後多莉被轉移至展示會場，意外地和兒時好友、一隻患有近視的鯨鯊命運重逢，後者曾經通過管道與多莉交流，她還遇見了一隻誤認自己失去回聲定位能力的白鯨利鯨。多莉隨後針對自己與父母經歷的生活進行了閃回，並努力回憶起細節。她終於想起了自己是如何與父母分離的：在某個夜裡，她無意中聽到母親在哭泣，她為了讓母親能夠開心起來，於是決定去尋取貝殼試圖讓母親振作起來，但是這個舉動反讓她被暗流捲進海裡。
另一方面，馬林和尼莫為了營救多莉，在兩頭加州海獅福基和歐巴、潛鳥貝基的協助下，他們設法進入研究所並在管道系統中找到了她。其他水族則告訴他們，多莉的父母很久以前就從研究所逃出來尋找她，卻再也沒有回來，這使得多莉認為父母已經去世而感到傷心。漢克從水族箱裡找回了多莉，不小心留下了馬林和尼莫，然後他被其中一名工作人員逮捕，這項舉動無意中讓多莉掉進下水道，將她沖入大海。在漫無目的地徘徊時，她發現了一串貝殼，讓她想起兒時她的父母曾為她找到回家的路，而設置過一條類似的小路。多莉沿著這條鋪著貝殼的小徑前行，在盡頭處發現一座空蕩的腦紋珊瑚，殘留著多條貝殼痕跡。正當多莉準備轉身離去之際，她的父母查理和珍妮出現在她的面前，查理和珍妮對於他們能在有生之年和女兒重逢喜出望外，便告訴多莉，他們花了數年時間為她鋪設線索，希望她最終能找到它們。
馬林、尼莫和七條郎最終乘坐卡車將各種水生生物帶到克利夫蘭，命運和利鯨則從展覽會場中逃了出來，說明是多莉的緣故才讓他們能夠獲救。登上卡車后，多莉說服七條郎和她一起回到海裡，他們一起劫持了卡車，在車流量大的高速公路上行駛，造成了嚴重破壞，然後將這輛卡車撞進了海裡，釋放了車上所有的水生生物。多莉偕同她的父母和新朋友們與馬林、尼莫共同返回珊瑚礁。七條郎開始適應海洋中的幸福生活，也成為了尼莫就讀的學校的老師。
片尾彩蛋中，顯示曾經幫助過尼莫、從牙醫診所逃出來的魚群們仍然被困在塑膠袋裡，他們漂流過太平洋、耗時一年後抵達加利福尼亞州，隨後便被在當地進行研究的海洋生物研究所工作人員帶走，全員重獲自由的希望頓時落空。

## 配音員
| 配音                                                | 配音                              | 配音                                 | 配音                               | 角色                                   |
| 美國                                                | 台灣                              | 香港                                 | 大陸                               | 角色                                   |
| --------------------------------------------------- | --------------------------------- | ------------------------------------ | ---------------------------------- | -------------------------------------- |
| 艾倫·狄珍妮 斯隆·穆雷（幼年） 露西婭·格迪斯（少女） | 小S 許曦恩（幼年） 許曦文（少女） | 毛舜筠 黃仴佳（幼年） 陳嘉汶（少女） | 徐帆 王藝璇（幼年） 鞏大方（少女） | 多莉（Dory），拟刺尾鲷                 |
| 艾伯特·布鲁克斯                                     | 林協忠                            | 劉青雲                               | 张国立                             | 馬林（Marlin），小丑魚                 |
| 海登·羅蘭斯                                         | 梁博堯                            | 馬浩曦                               | 張明銘                             | 尼莫（Nemo），小丑魚                   |
| 艾德·奥尼尔                                         | 楊少文                            | 鍾景輝                               | 马东                               | 七條郎（Hank），章魚                   |
| 凱特琳·奧爾森                                       | 杜素真                            | 阮小儀                               |                                    | 命運（Destiny），鯨鯊                  |
| 泰·布利爾                                           | 馬伯強                            | 吳業坤                               |                                    | 利鯨（Bailey），白鲸                   |
| 黛安·基顿                                           | 崔幗夫                            | 陸惠玲                               | 伍鳳春                             | 珍妮（Jenny），拟刺尾鲷                |
| 尤金·列维                                           | 孫中台                            | 高翰文                               | 凌云                               | 查理（Charlie），拟刺尾鲷              |
| 伊德瑞斯·艾尔巴                                     | 王希華                            | 陳永信                               | 韦正                               | 福基（Fluke），加州海獅                |
| 多米尼克·韦斯特                                     | 夏治世                            | 龍天生                               | 汪遠                               | 歐巴（Rudder），加州海獅               |
| 鮑伯·彼得森                                         | 謝文德                            | 梁偉基                               | 蕭國隆                             | 雷老師（Mr. Ray），鲼魚                |
| 安德鲁·斯坦顿                                       | 姜先誠                            | 辛偉強                               | 李立宏                             | 龜龜（Crush），綠蠵                    |
| 雪歌妮·薇佛                                         | 李直平                            | 张学友                               | 黄健翔                             | 海洋館馆長                             |
| 比爾·哈德                                           | 李英立                            | 梁家池                               |                                    | 史丹（Stan），大口副鱸                 |
| 凱特·麥金儂                                         | 劉小芸                            | 張惠雯                               |                                    | 史丹的太太（Stan's Wife），大口副鱸    |
| 亞歷山大·格勞                                       | 李勇                              | 梁家池                               | 張璐                               | 乘客卡爾（Passenger Carl），人類       |
| 托賓·占·布拉克                                      | 使用原音                          | 使用原音                             | 使用原音                           | 阿傑（Gerald），加州海獅               |
| 凱薩琳·林格德                                       | 陳貞伃                            | 朱惠玲                               |                                    | 凱西（Kathy）                          |
| 班內特·達曼                                         |                                   | 高楚陽                               | 王晨旭                             | 小古（Squirt），綠蠵                   |
| 约翰·拉岑贝格尔                                     | 馬伯強                            | 馮瀚輝                               | Slayerboom                         | 比爾（Bill），螃蟹                     |
| 安格斯·馬克蘭                                       | 王希華                            | 馮瀚輝                               | 图特哈蒙                           | 查理（Charlie Back-and-Forth），翻車魚 |
| 威廉·達佛                                           | 李英立                            | 高翰文                               | 任亞明                             | 吉哥（Gill），镰鱼                     |
| 布拉德·加雷特                                       | 夏治世                            | 馮瀚輝                               |                                    | 豚豚（Bloat），四齒魨                  |
| 艾莉森·珍妮                                         | 陳貞伃                            | 朱惠玲                               | 喬菲菲                             | 小桃（Peach），海星                    |
| 奧斯丁·龐雷頓                                       | 鈕凱暘                            | 龍天生                               | 高增志                             | 膽小鬼（Gurgle），藍紋鱸               |
| 斯蒂芬·魯特                                         |                                   | 許國榮                               | 伍鳳春                             | 泡泡（Bubbles），黃高鰭刺尾魚          |
| 薇琪·路易斯                                         | 龍顯蕙                            | Susan Yeung                          | 黎筱濛                             | 漂漂（Deb），黑尾宅泥魚                |
| 傑洛米·拉夫特                                       | 胡鎮璽                            | 梁家池                               |                                    | 蝦蝦（Jacques），清潔蝦                |

## 音樂
《海底總動員2：多莉去哪兒？》的全球主題曲是來自已故美國歌手納·京·高爾的《Unforgettable》，並由澳大利亞歌手希雅翻唱。

## 制作
電視秀名嘴德詹尼斯將參與《海底總動員》續集。安德魯·斯坦特，曾指導過《海底總動員》，也將為續集導演。英文片名為《Finding Dory》，預計於2016年6月17號上映。
“我等這一天很久很久很久很久很久了！”艾倫·德詹尼斯說，“但是我沒有抓狂，我知道皮克斯的人正忙著製作《玩具總動員4》呢。而他們花的時間也是值得的，《海底總動員2：多莉去哪兒？》劇本棒極了，裡面保留了所有我熱愛的第一部的元素：溫馨感動、十足有趣，而最棒的一點是——這次‘多莉’是主角！”。
据悉，《海底总动员2：多莉去哪儿》的导演安德鲁·斯坦顿（Andrew Stanton）在看过最近受到热议的纪录片《杀人虎鲸》（Blackfish）后，特意前去拜访纪录片的导演Gabriela Cowperthwaite，可能会在影片中加入一些反对水族馆、海洋世界圈养虎鲸等高智商海洋动物供人类娱乐的内容。

## 反響

### 評價
《海底總動員2：多莉去哪兒》大獲好評，在知名影評聚合網站爛番茄，本片獲得 94% ，基於 339評論，平均分數 7.7/10。網站影評家共識寫道 「有趣、深刻、發人深省的《海底總動員2：多莉去哪兒》為其前作的經典故事增添了另一個有趣的篇章」"。 Metacritic根據48條評論，獲得加權平均分數77（滿分100），代表「普遍好評」 。接受CinemaScore調查的觀眾在 A+ 至 F 的評分間給予本片的平均分數為「A」。 PostTrak問卷報告顯示 91%受訪觀眾給予本片正面評價，其中 81% 的兒童觀眾表明絕對會推薦該片。IMDB上得7.8分。
2023年8月，爛番茄整理出「2010年代最佳50部動畫電影排行榜」，《海底总动员2：多莉去哪儿》名列該榜單的第5名。

### 票房
北美開畫的提前夜場收920萬美元，次日亦大收5,500萬美元，打破《史瑞克三世》（Shrek the Third）的4,700萬美元開畫紀錄，成為史上開畫日票房最高電影。首周末收获1.36亿美元居榜首。
中國大陸方面，本片以1.18亿元人民币的成绩开画，未能打破皮克斯在中国大陆的“票房魔咒”。截至7月11日，本片中国大陆总票房达2.5亿，成为新任皮克斯动画电影中国大陆票房冠军。，最终累计人民币2.53亿。
台灣方面，正式上映後，首週票房累計至新台幣6100萬元；次週票房累計至新台幣1.08億元；第三週票房累計至新台幣1.32億元；最終全台票房為新台幣1.62億元。
| 上一届： 《厲陰宅2》 | 2016年美國週末票房冠軍 第25-27周 | 下一届： 《寵物當家》             |
| 上一届： 《寒戰II》  | 2016年台灣週末票房冠軍 第29周    | 下一届： 《星際爭霸戰：浩瀚無垠》 |
| 上一届： 《寒戰II》  | 2016年香港週末票房冠軍 第29-30周 | 下一届： 《神鬼認證：傑森包恩》   |
| 上一届： 《寒戰II》  | 2016年香港一週票房冠軍 第29-30周 | 下一届： 《自殺特攻：超能暴隊》   |

## 外部連結
- 互联网电影数据库（IMDb）上《海底总动员2：多莉去哪儿》的资料（英文）
- 爛番茄上《海底总动员2：多莉去哪儿》的資料（英文）
- Box Office Mojo上《海底总动员2：多莉去哪儿》的資料（英文）
- Metacritic上《海底总动员2：多莉去哪儿》的資料（英文）
- AllMovie上《海底总动员2：多莉去哪儿》的资料（英文）
- 豆瓣电影上《海底总动员2：多莉去哪儿》的資料 （简体中文）
- 时光网上《海底总动员2：多莉去哪儿》的資料（简体中文）
- 開眼電影網上《海底总动员2：多莉去哪儿》的資料（繁體中文）
- Finding Dory的Facebook專頁